# Afrixalus dorsimaculatus
Afrixalus dorsimaculatus е вид земноводно от семейство Hyperoliidae. Видът е световно застрашен, със статут Уязвим.

## Разпространение
Разпространен е в Танзания.

## Описание
Популацията на вида е намаляваща.